# 羊魚
羊魚為羊魚屬的一種，分布於東大西洋區，從不列顛群島至塞內加爾、維德角群島海域，棲息深度10-328公尺，體長可達33.2公分，棲息在礫石、沙泥底質海域，屬肉食性，以蠕蟲、甲殼類及軟體動物為食，可做為食用魚及遊釣魚。其下有兩個亞種，即M. b. barbatus和
M. b. ponticus。